# Flanagan (Illinois)
Pour les articles homonymes, voir Flanagan.
Flanagan est un village du comté de Livingston dans l'Illinois, aux États-Unis,. Il est situé à l'ouest du comté et incorporé le 16 octobre 1901.

## Démographie
Lors du recensement de 2010, le village comptait une population de 1 110 habitants. Elle est estimée, en 2017, à 1 069 habitants.

### Source de la traduction
- (en) Cet article est partiellement ou en totalité issu de l’article de Wikipédia en anglais intitulé « Flanagan, Illinois » (voir la liste des auteurs).